# Gräben
Pour les articles homonymes, voir Graben (homonymie).
Gräben est une commune allemande de l'arrondissement de Potsdam-Mittelmark, Land de Brandebourg.

## Géographie
Gräben se situe sur le Verlorenwasser, au nord du Fläming. À l'ouest, le Buckau traverse Rottstock.
La commune comprend les quartiers de Gräben, Rottstock et Dahlen. Rottstock fusionne le 26 octobre 2003.
| Buckautal |        | Wollin     |
|           | Gräben | Bad Belzig |
| Görzke    |        |            |

Rottstock se trouve sur la Bundesstraße 107.

## Histoire
Gräben est mentionné pour la première fois en 992 dans un document dans lequel le roi Otton III échange avec l'abbé Reginald de Memleben deux autres villages sur le milieu de l'Elbe contre 21 villages dans les Burgwarden de Biederitz et Möckern.

## Source
- (de) Cet article est partiellement ou en totalité issu de l’article de Wikipédia en allemand intitulé « Gräben » (voir la liste des auteurs).